# Kras (Vogelschutzgebiet)
Das europäische Vogelschutzgebiet Kras (deutsch: Karst) liegt auf dem Gebiet der Städte Nova Gorica, Sežana und Koper im Westen Sloweniens unmittelbar an der Grenze zu Italien. Das etwa 588 km² große Vogelschutzgebiet  umfasst den slowenischen Karst. Das Gebiet zeichnet sich durch den gut ausgebildeten Karstformenschatz u. a. mit Höhlen, Dolinen, Ponoren, Trockentälern, Cenoten, Sickerflüssen und Karstquellen aus. Die Vegetation wird von Pioniervegetation auf felsigen Böden, Kalkmagerrasen, Sekundärwäldern mit Schwarzkiefern und Sukzessionsgehölzen geprägt. Das Gebiet ist nur dünn besiedelt und wird aufgrund der kargen Böden nur extensiv genutzt.
Auf der italienischen Seite grenzt das Vogelschutzgebiet Aree Carsiche della Venezia Giulia unmittelbar an. Im Süden wird das Gebiet auf kroatischem Gebiet durch das Vogelschutzgebiet Učka i Ćićarija ergänzt.

## Schutzzweck
Folgende Vogelarten sind für das Gebiet gemeldet; Arten, die im Anhang I der Vogelschutzrichtlinie geführt sind, sind mit * gekennzeichnet:
| Bild           | Anhang I | EU Code | Art            | wissenschaftlicher Name |
| -------------- | -------- | ------- | -------------- | ----------------------- |
| Feldlerche     |          | A247    | Feldlerche     | Alauda arvensis         |
| Steinhuhn      | *        | A109    | Steinhuhn      | Alectoris graeca        |
| Brachpieper    | *        | A255    | Brachpieper    | Anthus campestris       |
| Steinadler     | *        | A091    | Steinadler     | Aquila chrysaetos       |
| Uhu            | *        | A215    | Uhu            | Bubo bubo               |
| Ziegenmelker   | *        | A224    | Ziegenmelker   | Caprimulgus europaeus   |
| Schlangenadler | *        | A080    | Schlangenadler | Circaetus gallicus      |
| Ortolan        | *        | A379    | Ortolan        | Emberiza hortulana      |
| Wanderfalke    | *        | A103    | Wanderfalke    | Falco peregrinus        |
| Gänsegeier     | *        | A078    | Gänsegeier     | Gyps fulvus             |
| Neuntöter      | *        | A338    | Neuntöter      | Lanius collurio         |
| Heidelerche    | *        | A246    | Heidelerche    | Lullula arborea         |
| Grauammer      |          | A383    | Grauammer      | Miliaria calandra       |
| Blaumerle      |          | A281    | Blaumerle      | Monticola solitarius    |
| Zwergohreule   |          | A214    | Zwergohreule   | Otus scops              |
| Wespenbussard  | *        | A072    | Wespenbussard  | Pernis apivorus         |
| Wiedehopf      |          | A232    | Wiedehopf      | Upupa epops             |